# Овчинников, Николай Фёдорович
Никола́й Фёдорович Овчи́нников (14 ноября 1915, Касли, ныне Челябинской области — 25 ноября 2010, Москва) — один из видных и авторитетных специалистов в области философии науки и истории научного знания; доктор философских наук, профессор.

## Биография
Окончил физико-математический факультет Свердловского (ныне Уральского государственного университета (1941), затем философский факультет МГУ им. М. В. Ломоносова (1947), аспирантуру Института философии АН СССР (1950).
С 1950 год по 1971 год работал в Институте философии, с 1954 года — старший научный сотрудник. С 1971 по 2010 год работал в Институте истории естествознания и техники АН СССР (затем РФ): старшим научным сотрудником, затем ведущим научным сотрудником (с 1992 года), главным научным сотрудником (1998). Параллельно (1948—1970) преподавал философию на физическом, биологическом и философском факультетах МГУ. Кандидатская диссертация — «Понятие массы и энергии в современной физике и их философское значение» (1950), докторская диссертация — «Принципы сохранения» (1966).
Являлся редактором серии книг по методологическим принципам физики (совместно с Б. М. Кедровым), редактором книг и сборников по методологии науки; членом редакции журнала «Природа» (1958—1978).
Похоронен в Москве на Митинском кладбище.

## Основные идеи
Овчинников исследовал роль принципов сохранения, инвариантности и симметрии в структуре научных теорий, выделяя общие черты этих принципов и подчеркивая специфику их методологического воздействия; обосновал общую характеристику понятия симметрии как единства сохраняющегося и изменяющегося в научных предметах; сформулировал принцип сохранения симметрии в истории научных исследований; представил понятие структуры как инвариантный аспект системы при теоретическом анализе её элементов, отношений и целостности; выделил уровни эпистемологического анализа научного знания — внутринаучный, методологический и философский. В связи с методологическим анализом знания предпринял (совместно с И. С. Алексеевым) систематическое рассмотрение методологических принципов, реализующих коммуникацию между философским и специально-научным исследованием. Овчинников обратил внимание на адверсивные повороты (обращение к средствам деятельности) в истории знания, которые предстают как точки роста и как источники новых идей. Принцип адверсии представлен и исторически развернут им как обобщение понятия рефлексии. Ввел различение понятий индивидуального и коллективного знания, аналогичных Миру2 и Миру3 Карла Поппера. Работал над переводами классических трудов М. Джеммера, В. Гейзенберга и К. Поппера.

## Научное творчество

### Монографии
1. Понятия массы и энергии в современной физике и их философское значение // Философские вопросы современной физики Архивная копия от 27 июля 2018 на Wayback Machine. — М.: Наука, 1952. — С. 445—488.
2. Принципы сохранения. — М.: Наука, 1966. — 330 с.
3. Историко-методологические основания квантовой теории Архивная копия от 18 мая 2015 на Wayback Machine // Методология обоснования квантовой теории. — М.: Наука, 1984. — С. 239—324 (соавторы И. С. Алексеев, А. А. Печенкин).
4. Отечественная философия науки: предварительные итоги. Архивная копия от 18 мая 2015 на Wayback Machine — М.: РОССПЭН, 1997. — С. 141—247 (соавторы Е. А. Мамчур, А. П. Огурцов).
5. Тенденция к единству науки (познание и природа). — М.: Наука, 1988. — 269 с.
6. Принцип простоты и меры сложности Архивная копия от 4 марта 2016 на Wayback Machine. — М.: Наука, 1989. — 303 с. (соавторы Е. А. Мамчур, А. И. Уемов).
7. Принципы теоретизации знания Архивная копия от 18 мая 2015 на Wayback Machine. — М., 1996.
8. Методологические принципы в истории научной мысли Архивная копия от 18 мая 2015 на Wayback Machine. — М.: ЭДИТОРИАЛ. УРСС, 1997. — 295 с.
9. Поиски понимания. Избранные труды по истории и философии науки Архивная копия от 27 июля 2018 на Wayback Machine — M., Новый хронограф, 2016—656 с.

### Избранные статьи
1. Понятия массы и энергии в современной физике и их философское значение // Философские вопросы современной физики. — М.: Наука, 1952. — С. 445—488.
2. Обсуждение философских вопросов теории относительности // Вопросы философии. 1959. № 2. — С. 77—82.
3. О разработке теории научного знания // Вопросы философии. 1964. № 2. — С. 14—25.
4. Особенности современного естествознания // Вопросы философии. 1966. № 9. — С. 24—35.
5. Пространство-время, энергия-импульс в структуре физической теории // Вопросы философии. 1968. № 4. — С. 82—92 (соавтор Ю. Б. Румер).
6. Принципы простоты и симметрии // Природа. 1968. № 6. — С. 2—11 (соавтор Е. А. Мамчур).
7. К публикации книги «Размышления натуралиста» // Природа. 1973. № 6. — С. 3—31.
8. Особенности методологического мышления М.Планка // Природа. 1975. № 12. — С. 77—78.
9. Методология науки: проблемы теоретизации знания // Природа. 1978. № 3. — С. 109—117.
10. Методология науки: исторические формы, уровни развития // Природа. 1978. № 4. — С. 65—73.
11. К проблеме формирования творческой личности Эйнштейна // Вопросы философии. 1979. № 9. — С. 70—84.
12. Становление творческой личности и принципы научного исследования // Научное творчество (особенности и актуальные проблемы). Свердловск, 1984. — С. 19—43.
13. Методологические принципы в творчестве В. И. Вернадского // Природа. 1988. № 2. — С. 74—81.
14. Б. Л. Пастернак: поиски призвания (от философии к поэзии) // Вопросы философии. 1990. № 4. — С. 7—31.
15. Карл Поппер — наш современник, философ XX века // Вопросы философии. 1992. № 8. — С. 40—48.
16. Об интеллектуальной автобиографии Поппера // Вопросы философии. 1995. № 12. — С. 35—38.
17. Вспоминая прошедшее // Вопросы философии. 1999. № 7. — С. 105—126.
18. К истории сектора: время и люди // Философия естествознания: ретроспективный взгляд. — М.: ИФ РАН, 2000. — С. 31—55.
19. Знание — болевой нерв философской мысли // Вопросы философии. 2001. № 1. — С. 83—113.
20. Поппер и Джордж Сорос: встреча философии и экономики // Науковедение. 2001. № 1. — С. 81—109.
21. Парменид — чудо античной мысли и непреходящая идея инвариантов // Вопросы философии. 2003. № 5. — С. 81—95.
22. Эпистемология и философия науки. Вернер Гейзенберг: в контексте истории судьбы ученого // «Философские науки», ч. I в т. V № 3.2005 ; ч. П в т. № 4, 2005.
23. О моральной ответственности учёного (размышления в связи с концепцией Карла Поппера) // Естествознание в гуманитарном контексте. М.: Наука, 1999. — С. 152—168.
24. Миры знания — предмет методологических размышлений // Концепция виртуальных миров и научное познание. — М.: Наука, 2000. — С. 246—259.
25. Эпистемологический урок Макса Планка.// Сто лет со дня великого открытия. — М., 2001.

### Сборники
1. Понятия массы и энергии в современной физике и их философское значение // Философские вопросы современной физики. — М.: Наука, 1952. — С. 445—488.
2. Материальность мира и закономерности его развития // О диалектическом материализме. — М.: Политиздат, 1953. — С. 235—239.
3. Проблема реальности релятивистских эффектов // Философские вопросы современной физики. Киев: АН УССР, 1956. — С. 206—210.
4. Материализм Пристли (и другие тексты по истории естествознания) // История философии. — М.: Наука, 1957. — Т. 1. — С. 615—620.
5. Философские воззрения Лобачевского // История философии. — М.: Наука, 1957. — Т. II. — С. 323—325.
6. Законы сохранения и причинная обусловленность явлений природы // Проблема причинности в современной физике. — М.: Наука, 1960. — С. 132—187 (Редактирование сборника совместно с Б. М. Кедровым и М. Э. Омельяновским).
7. Принципы сохранения и проблема структуры материи // Философские проблемы физики элементарных частиц. — М.: Наука, 1963. — С. 74—99.
8. Категория структуры в науках о природе // Структура и формы материи. — М.: Наука, 1967. — С. 11—67. (Редактирование сборника).
9. Структура и симметрия // Системные исследования. — М.: Наука, 1969. — С. 111—121.
10. Структура и симметрия // Системные исследования. — М.: Наука, 1969. — С. 111—121.
11. Принципы сохранения и свойства пространства и времени // Пространство, время, движение. — М.: Наука, 1971. — С. 107—125 (соавтор Ю. Б. Румер).
12. Особенности развития и тенденция к единству научного знания // Проблемы истории и методологии научного познания. — М.: Наука, 1974. — С. 72—111.
13. Принцип сохранения // Методологические принципы физики. — М.: Наука, 1975. (Редактирование сборника совместно с Б. М. Кедровым). — С. 225—267.
14. Симметрия — закономерность природы и принцип познания // Принцип симметрии. — М.: Наука, 1978. (Редактирование сборника совместно с Б. М. Кедровым). — С. 5—46.
15. Единство научного знания и принцип соответствия // Принцип соответствия. — М.: Наука, 1979. (Редактирование сборника совместно с Б. М. Кедровым). — С. 96—107.
16. Знание и сознание в деятельности ученого // Социокультурный контекст науки. — М.: Наука, 1998. — С. 163—183.
17. О моральной ответственности ученого (размышления в связи с концепцией Карла Поппера) // Естествознание в гуманитарном контексте. — М.: Наука, 1999. — С. 152—168.
18. Миры знания — предмет методологических размышлений // Концепция виртуальных миров и научное познание. — М.: Наука, 2000. — С. 246—259.
19. Эпистемологический урок Макса Планка.// Сто лет со дня великого открытия. — М., 2001.
20. Ограниченность причинности как принципа объяснения // Причинность и телеономизм в современной естественнонаучной парадигме. — М.: Наука, 2002. — С. 87—110.

### Переводы Н. Ф. Овчинникова
- Перевод книги: В. Гейзенберг «Philosophic problems of Nuclear Science». New York, 1952. Рус. Пер.: Вернер Гейзенберг, «Философские проблемы атомной физики». — М.: ИЛ, 1953. — 135 с.
- Перевод статьи Л.Яноши «О философских вопросах современной физики» в книге: «Deutsche Zeitschrift fur Philosophie, Н.3. 1955.» — 1957.
- Перевод статьи Фейнберга Г. и Голдхабера М. (США) «Законы сохранения в физике» // Вопросы философии. 1964. № 10. — С. 93—100.
- Перевод и комментарии к книге: Max Jammer. Concept of mass in classical and modern physics. — Harvard. 1961. — Рус. перевод.: Макс Джеммер. Понятие массы в классической и современной физике. — М.: Прогресс, 1967. — 225 с.
- Перевод главы («Об источниках знания и незнания») из книги: Conjectures and Refutations, by Karl Popper. London, 1969 // Вопросы истории естествознания и техники. 1992. № 3. — С. 5—30.
- Пер. книги: Karl Popper. Unendet Quest. An Intellectual Autobiography. La Salle, Illinois. 1990. Рус. Пер.: Поппер К. Неоконченный поиск. Интеллектуальная автобиография. — М.: ЭДИТОРИАЛ, 2002. — 258 с. (совместно с В. В. Келле).
- Пер. I части гл. 7 «За пределами поиска инвариантов» из книги: Karl Popper.The World of Parmenid. London and New Jork. 1998.// Журнал «Вопросы истории естествознания и техники», № 4 2002 г. И часть перевода в № 2 за 2003 г.
- Продолжение публикации перевода 7-й главы книги К. Поппера «Мир Парменида» // ВИЕТ. 2003. № 2. — С. 64—101.

### Переводы работ Н. Ф. Овчинникова
- Materialnosc swiata i prawidlowosci jego roswoju. — Warszawa: Ksiazka i wiedza, 1954. — 87 c.
- Материальность мира. — Пекин, 1954. — 110 с. (на китайском языке).
- Die Materialitar der Welt und Gesezmobiketen der Entwicklung der sich bewegenden Materie. — Berlin: Dietz Verlag. 1955. — 56 c.
- Der Begriff der Materie und die gegenwortigen Kentnisse von ihrernStruktur. — Berlin: Gesellschaftswissenschaftliche Beitrage, 1964. — C. 525—537.
- Structure and Symmetry (Материалы к XIV Международному философскому конгрессу) // Философия и современное естествознание. — М., 1968. — С. 78—87.
- Structure and Symmetry (Материалы к XIV Международному философскому конгрессу) // Философия и современное естествознание. — М., 1968. — С. 78—87.
- Concerning unity of knowledge in Physics // Logic, Metodology and Phylosophy of Science. IV, North-Holland Publishing Company. 1973. — P. 583—592 (соавтор И. А. Акчурин).
- The concept of natural realiti in dialectical materialismus // Main trends of reserarch in the social and human sciences. Vol. 2. Mounton Publisheral/Unesco. — The Hague — Paris — New York, 1978. — P. 1192—1199.
- A tudomanyos ismeretek fejlodesi sajatossagai es egysegeulesi tendenciaja // Tudomanyos megismer es torteneti es modszertani problemai. — Budapest: Gondolat, 1980. — P. 110—166.
- Stupne metodologicko badania // Metodologicke principy fysiky. — Bratislava: Pravda, 1984. — C. 5—27.
- Princip zachovanis // Metodologicke principy fysiky. — Bratislava: Pravda, 1984. — C. 235—278.
- Phenomenon of adversio in the history of knowledge // Epistemological Problems of Science (in the works of Russian philosophers). — М.: Inst. of Philosopy RAN, 1993. — P. 11—13.

## Цитаты
Обращаясь к структуре науки, мы приходим к выводу, что область теоретического в науке полиморфна. Теоретическое знание — это нечто большее, чем просто данная теоретическая система или даже совокупность теорий… Всматриваясь в современное научное знание, мы можем видеть скорее обширное поле теоретического, с его разнородными областями. Можно заметить, по крайней мере, три такие области теоретического знания в науке — это область гипотез, область моделей и аналогий и, наконец, область логически организованных теорий.— Н. Ф. Овчинников

Предполагалось, … что среди множества теоретических систем только одна может претендовать на ранг научности, истинности. Опыт современной науки заставляет нас пересмотреть эту методологическую установку. Множество теорий — нормальное явление в научном развитии. Важнейшая теоретическая проблема, выдвигаемая особенностями современного теоретического естествознания, — это не проблема выбора, а проблема синтеза теоретических систем, разрабатываемая как в рамках специальной науки, так и в области методологии научного знания.— Н. Ф. Овчинников

До сих пор я не знаю более глубокого философского текста, который бы так быстро вводил любого начинающего в наиболее острые и дискуссионные проблемы современной философской науки (в её связи с современным естествознанием), чем монография Н. Ф. Овчинникова «Принципы сохранения». Многие поколения наших коллег в этой области исследований получили свои первые творческие импульсы глубокого внутреннего интереса к философским размышлениям именно из этой книги. И до сих пор она остается одним из лучших введений в этот круг проблем…— И. А. Акчурин